# Folgarolas
Folgarolas (oficialmente y en catalán Folgueroles) es un municipio de Cataluña, España. Perteneciente a la provincia de Barcelona, en la comarca de Osona y situado a caballo de la Plana de Vic y del inicio del macizo de las Guillerías, que accidenta el sector oriental del término municipal. El relieve suave de poniente, salpicado de masías y algunos pequeños montículos, se vuelve abrupto en levante, con barrancos y hondonadas llenas de vegetación por donde discurren torrentes como el de Folgueroles (afluente del Gurri) o el Lledoner.
Al norte limita con los términos municipales de Tabérnolas y Gurb, al este con San Saturnino de Osormot y Vilanova de Sau, al sur con Calldetenes y San Julián de Vilatorta y con Vich al oeste. Dista 5 km de Vich, 37 km de Ripoll, 60 km de Gerona y 75 km de Barcelona.

## Demografía
Folgarolas cuenta con una población de 2263 habitantes (INE 2024).
| Gráfica de evolución demográfica de Folgarolas entre 1842 y 2021 |
| |
| Población de derecho según los censos de población del INE. Población de hecho según los censos de población del INE.En estos censos se denominaba Folgarolas: 1842, 1857, 1860, 1877, 1887, 1897, 1900, 1910, 1920, 1930, 1940, 1950, 1960, 1970 y 1981. |

| 1900 | 1930 | 1950 | 1970 | 1981 | 1986 | 2006 | 2008 | 2019 |
| ---- | ---- | ---- | ---- | ---- | ---- | ---- | ---- | ---- |
| 735  | 996  | 918  | 977  | 1010 | 1065 | 1983 | 2154 | 2267 |

## Toponimia
El nombre de Folgarolas, viene de la palabra en catalán Falguera (helecho en castellano). En la forma oficial se ha mantenido el radical del nombre en la variedad antigua (Folg-). Aparece en documentos antiguos con las siguientes formas:  
- "Felgeirolas", 898 y 908-
- "Felcarioles", 899-
- "Feleceroles", 915-
- "Felgaroles", 930-
- "Felgarolis", 1067-
- "Folguerolis,-roles" siglo XII-
- "Ste.Marie de Folgeroles"-
- "Falgeroles",principios siglo XIII-
- "Folguiroles",1330-
- "Folgaroles",1359-

## Economía
La actividad principal de sus habitantes siempre ha estado relacionada con las tareas agrícolas. Durante la Edad Moderna y hasta el siglo XIX, la agricultura estaba complementada por industria textil, rural y doméstica. También destaca, por su importancia y difusión, el oficio de picapedrero surgido por las abundantes canteras de gres blando, material muy apreciado en la construcción por su docilidad y utilizado en buena parte de los edificios y esculturas de la comarca.

## Alcaldía
| Periodo   | Nombre                   | Partido |
| --------- | ------------------------ | ------- |
| 1979-1983 | Miquel Carrera i Freixa  | GIF     |
| 1983-1987 | Miquel Carrera i Freixa  | CiU     |
| 2003-2007 | Antoni Noguer Carvellada | PSC     |
| 2007-2011 | Carles Baronet Aldabó    | IF      |
| 2011-2015 | Carles Baronet Aldabó    | IF      |
| 2015-2019 | Carles Baronet Aldabó    | IF      |
| 2019-2023 | Xavier Roviró Alemany    | DF      |

## Personajes célebres
- Jacinto Verdaguer (1845-1902)
- Nani Roma (1972- )